# Det Gamle Maskinsnedkeri
Det Gamle Maskinsnedkeri var en gammel industribygning i Hadsund. Maskinsnedkeriet blev opført i 1920 sammen med nabobygningen Hadsund Antikvariat. Bygningen var bygget i gule teglsten og var et af de første tegn på industri i Hadsund. Det var en af de første virksomheder i byen, der havde el-drevne maskiner. I 2007 flyttede virksomheden Hadsund Maskinsnedkeri til en ny og mere moderne bygning i det østlige Hadsund. Det Gamle Maskinsnedkeri stod tom fra 2007 og frem til nedrivningen den 27. maj 2015.
Bygningen var bygget i to etager, og havde en middel/høj bevaringsværdig i en SAVE-registrering. Dette blev vurderet
på baggrund af dens kulturhistoriske- og miljømæssige værdi.
I stueetagen stod de store maskiner, øverst var der samleværksted med høvlebænke og håndværktøj. Bygningen var et eksempel på datidens tekniske nyvindinger som elektricitet, idet det var byens første maskinværksted og var den fjerde i byen som fik en telefon, hvilket kunne ses på gavlen, hvor der var reklameret for det. Bygningerne var det sidste vidnesbyrd om den industri, der lå placeret inde i byen.
Bygningen var strategisk placeret op ad jernbanen, så den lå nær Hadsund Nord Station og havnen. Det Gamle Maskinsnedkeri og Hadsund Antikvariat dannede en ”væg” ud mod jernbanen, hvor bygningerne sammen har lavet et forløb langs banen.

## Nedrivning
I januar 2013 kom det frem at Mariagerfjord Kommune ønsker at nedrive bygningen sammen med Hadsund Antikvariat og det nedlagte slagteri Danish Crown der lukkede den 1. november 2012. Det Gamle Maskinsnedkeri og Hadsund Antikvariat bliver erstattet af en stor parkeringsplads med mulighed for et tankstation.
Den 8. marts 2013 blev ejendommen besigtiget og herefter valgte fem af politikerne i Mariagerfjord Kommunes teknik- og miljøudvalg at give tilladelse til nedrivning.
Preben Christensen fra Socialdemokraterne, mener at bygningen er i utrolig dårlig stand, og der ikke er kræfter til at løfte den opgave det vil være at renovere den.
Medlem af byrådet og daværende SF-medlem Melanie Simick, mener, at hovedbygningen skal bevares og kræver sagen i byrådet. Hun erkendte dog at bygningen var forfalden, men mente alligevel, at den er ”utrolig smuk” og en del af ”Hadsunds sjæl”.
Det stod klart efter byrådsmødet den 20. marts 2013 at den 82-årig gamle bygning måtte lade livet. Kun 3 ud af byrådets 27 medlemmer stemte imod. 
Den 27. maj 2015 blev bygningen nedrevet som en af de sidste bygninger på Slagterigrunden.

## Galleri
- Maskinsnedkeriet set fra sydøst.
- Maskinsnedkeriet set fra nordvest, med Hadsund Antikvariat ved siden af.
- Hadsund Antikvariat.
- Maskinsnedkeriet fra nordvest.
- Maskinsnedkeriet set fra nordøst.
- Bygningernes ”væg” ud til jernbanen, i dag Alsvej.